# Rozesłanie (liturgia)
Rozesłanie – część katolickiej mszy. W zwyczajnej formie rytu rzymskiego następuje po błogosławieństwie końcowym i jest ostatnim elementem liturgii (po rozesłaniu kapłan i usługujący odchodzą do zakrystii), natomiast w formie nadzwyczajnej poprzedza błogosławieństwo, a po nim następuje jeszcze Ostatnia Ewangelia.
| Nadzwyczajna forma rytu rzymskiego (Missale Romanum 1962) | Zwyczajna forma rytu rzymskiego (Missale Romanum 2002/2008)                                                                                           | Zwyczajna forma rytu rzymskiego (Missale Romanum 2002/2008)                                                                                                   |
| --- | --- | --- |
| Kapłan: Dominus vobiscum. | Kapłan: Dominus vobiscum. | Kapłan: Pan z wami. |
| Wierni: Et cum spiritu tuo. | Wierni: Et cum spiritu tuo. | Wierni: I z duchem twoim. |
| Diakon lub kapłan: Ite, missa est. lub: Benedicamus Domino. | | |
| Wierni: Deo gratias. | | |
| Kapłan (cicho): Placeat tibi, sancta Trinitas, obsequium servitutis meae: et praesta, ut sacrificium quod oculis tuae maiestatis indignus obtuli, tibi sit acceptabile, mihique, et omnibus pro quibus illud obtuli, sit te miserante propitiabile. Per Christum Dominum nostrum. Amen. | brak | brak |
| Kapłan: Benedicat vos omnipotens Deus, Pater, et Filius (+), et Spiritus Sanctus. | Kapłan: Benedicat vos omnipotens Deus, Pater, et Filius (+), et Spiritus Sanctus.                                                                     | Kapłan: Niech was błogosławi Bóg wszechmogący, Ojciec i Syn (+), i Duch Święty.                                                                               |
| Wierni: Amen. | Wierni: Amen. | Wierni: Amen. |
| | Diakon lub kapłan: Ite, missa est. lub: Ite, ad Evangelium Domini annuntiandum. lub: Ite in pace, glorificando vita vestra Dominum. lub: Ite in pace. | Diakon lub kapłan: Idźcie, Ofiara spełniona. lub: Idźcie, by głosić Ewangelię Pańską. lub: Idźcie w pokoju, chwaląc waszym życiem Pana. lub: Idźcie w pokoju. |
| | Wierni: Deo gratias. | Wierni: Bogu niech będą dzięki. |

W Mszale rzymskim dla diecezji polskich formułę Ite, missa est przetłumaczono jako Idźcie w pokoju Chrystusa, zaś we wcześniej obowiązującym wydaniu studyjnym z 1979 roku jako Idźcie, Ofiara spełniona. Rubryki nie przewidują stosowania innych formuł rozesłania niż podane w mszale.
Formułę rozesłania wypowiada diakon, a w razie jego nieobecności – celebrans.
Od Wigilii paschalnej do 2. niedzieli wielkanocnej (Niedzieli Białej) oraz w uroczystość Zesłania Ducha Świętego do formuły rozesłania oraz odpowiedzi wiernych dodaje się podwójną aklamację Alleluja.
Jeżeli po liturgii następuje inne nabożeństwo, opuszcza się obrzędy zakończenia, a zatem i rozesłanie.
W formie nadzwyczajnej rytu rzymskiego jako formułę rozesłania stosuje się Ite, missa est; jedynie gdy po mszy następuje np. procesja, mówi się Benedicamus Domino. Przed zmianami z 1960 roku we mszach, w których odmawia się hymn Gloria in excelsis Deo, jako formułę rozesłania stosowało się Ite, missa est, zaś w pozostałych mszach, a także, gdy po mszy następuje procesja, mówiło się Benedicamus Domino. We mszach za zmarłych (Requiem) zamiast rozesłania odmawia się Requiescant in pace (Niech odpoczywają w pokoju). Wierni odpowiadają: Amen, a końcowe błogosławieństwo opuszcza się i od razu następuje Ostatnia Ewangelia.